# Real Love (canção de Mary J. Blige)
"Real Love" é um hit single de 1992 da cantora de hip hop soul Mary J. Blige. Foi o segundo single do álbum de estreia de Blige, What's the 411?. Foi composta e produzida por Mark C. Rooney e Mark Morales (dos The Fat Boys) e construída de um sample de bateria da faixa de 1988 "Top Billin'", da dupla de hip hop Audio Two e "10% Dis", de MC Lyte. Foi uma das canções que deu a Blige a reputação de "rainha do hip hop soul."
"Real Love" foi seu primeiro hit a ficar entre as 10 melhores, chegando ao número 7 na Billboard Hot 100, e seu segundo número um na parada R&B singles. O remix apresentou a segunda aparição do rapper The Notorious B.I.G., que na época atendia pelo nome Biggie Smalls, e um sample do single de 1972 da cantora Betty Wright, "Clean Up Woman".
A canção tem sido desde então regravada por Mike Doughty (no seu LP de 2000 Skittish), por Toby Lightman (no seu álbum de 2004 Little Things) e as Twilight Singers (no seu álbum de 2004 She Loves You), assim como uma artista de dancehall chamada Fiona.
Em 2007, a canção foi sampleada em "Real Love", uma faixa que aparece no álbum Here I Am da rapper/cantora Eve que apresenta a própria Mary J. Blige. Em adição, Lloyd Banks sampleou a batida da bateria no seu single "Help" que apresentou Keri Hilson.
A base foi sampleada pelo grupo de R&B Dru Hill na faixa, "Whatever You Want" do seu álbum de 1996 Dru Hill. O cantor de R&B Frank Ocean usa o refrão para a sua canção "Super Rich Kids" em seu álbum Channel Orange.

## Paradas musicais

### Melhores posições
| Parada musical (1992)               | Melhor posição |
| ----------------------------------- | -------------- |
| UK Singles Chart                    | 26             |
| U.S. Billboard Hot 100              | 7              |
| U.S. Billboard R&B Singles          | 1              |
| U.S. Billboard Mainstream Top 40    | 8              |
| U.S. Billboard Hot Dance Club Songs | 36             |

### Paradas musicais de fim de ano
| Parada musical de fim de ano (1992) | Posição |
| ----------------------------------- | ------- |
| U.S. Billboard Hot 100              | 85      |
| Parada musical de fim de ano (1993) | Posição |
| U.S. Billboard Hot 100              | 58      |